# Abdoul Karim Cissé
Abdoul Karim Cissé (ur. 20 października 1985 w Abidżanie) – iworyjski piłkarz grający na pozycji bramkarza. Od 2017 jest zawodnikiem klubu ASEC Mimosas.

## Kariera klubowa
Swoją piłkarską karierę Cissé rozpoczął w klubie Issia Wazy FC. W sezonie 2006 zadebiutował w jego barwach w pierwszej lidze iworyjskiej. W debiutanckim sezonie zdobył z nim Puchar Wybrzeża Kości Słoniowej. Grał w nim do końca sezonu 2010.
Na początku 2011 Cissé przeszedł do Africa Sports National. W sezonie 2011 wywalczył z nim mistrzostwo Wybrzeża Kości Słoniowej. Latem 2015 odszedł do SC Gagnoa, w którym spędził dwa sezony.
Latem 2017 Cissé został zawodnikiem ASEC Mimosas. W sezonach 2017/2018 i 2020/2021 wywalczył z nim dwa mistrzostwa Wybrzeża Kości Słoniowej.

## Kariera reprezentacyjna
W reprezentacji Wybrzeża Kości Słoniowej Cissé zadebiutował 29 marca 2015 w zremisowanym 1:1 towarzyskim meczu z Gwineą Równikową, rozegranym w Abidżanie. W 2022 roku został powołany do kadry na Puchar Narodów Afryki 2021. Nie rozegrał na tym turnieju żadnego meczu.